# La mosca en la ceniza
La mosca en la ceniza és una pel·lícula argentina estrenada el 25 de març de 2010 a l'Argentina, amb guió i direcció de Gabriela David que té com a protagonistes a María Laura Cáccamo, Paloma Contreras, Luis Machín, Luciano Càceres, Cecilia Rossetto, Vera Carnevale i Dalma Maradona. És un drama que gira entorn de l'amistat de dos joves de l'interior del país que mitjançant enganys són portades a la gran ciutat per a ser explotades com a prostitutes. Aquest film, que va obtenir el suport del públic i la crítica, va ser guardonat amb diversos premis.

## La directora
Gabriela David és una guionista i directora de cinema argentina que va néixer en 1960 a la ciutat de Mar del Plata, Província de Buenos Aires i va morir al novembre de 2010. És la filla gran del també director de cinema Mario David. En 1978 va ser assistent de direcció en el film La rabona dirigit pel seu pare i després de realitzar quatre curtmetratges i treballar com a assistent en altres pel·lícules va dirigir en 2000 el seu primer llargmetratge: Taxi, un encuentro, sobre el seu propi guió i amb producció independent, molt ben acollit per la crítica.

## Repartiment
- María Laura Cáccamo... Nancy
- Paloma Contreras... Pato
- Luis Machín... Mozo José
- Luciano Cáceres... Oscar
- Cecilia Rossetto... Susana
- Vera Carnevale... Rubia
- Dalma Maradona... Inés / Vanesa
- Ailín Salas... Francisca / Denise
- Isabel Quinteros... Julia
- Elvira Villarino... Mare de Nancy
- Adriana Ferrer... Mare de Pato
- Alfredo Castellani... Raúl
- Guillermo Leinung... Veí

## Opinió de la directora
Gabriela David va declarar en un reportatge que el film narra una història dura, però sense caure en cops baixos, malgrat tractar-se d'un material que en algunes ocasions es presta per a això, és a dir per a emocions més efectistes. El tema és un fenomen que succeeix a tot el món, els europeus parlen de prostitució forçosa però és més que això, això és tràfic de persones, un mercat d'éssers en una esclavitud. La seva meta era crear un clima opressiu, generar aquesta atmosfera sense caure en l'explícit, en l'obvi.
El guió va ser escrit molts anys abans que s'estrenés la popular telenovel·la Vidas Privadas, un cicle que a nivell massiu pot haver causat molt d'impacte, perquè una obra artística pot sensibilitzar. Aquest és un tema que en l'imaginari col·lectiu està acceptat íntimament per la societat, dins de la condició humana d'alguna manera. Des d'èpoques remotes hi ha un cert aval, com que els homes necessiten de les prostitutes o tal vegada com un menyspreu a una certa part de la societat que està socialment marginada. Per sobretot parla d'una forta relació d'amistat i lleialtat entre dues dones, és a dir plantejar la mirada femenina, perquè moltes vegades la lleialtat només ha estat associada al masculí.
Respecte de la participació de l'actor Luis Machín diu que per la seva àmplia i destacada trajectòria no estava per a fer un personatge especial, sinó per als protagonistes però no obstant això va acceptar fer aquest paper no sols per l'encant que li va generar el personatge sinó el projecte puntualment.

## Producció
En una entrevista la directora va declarar que el seu projecte va néixer en 2005. Havia llegit sobre una noia que havia aconseguit escapar-se d'un bordell clandestí, al qual va ingressar enganyada i li va cridar l'atenció que estigués en un barri acomodat de la ciutat i no en zona d'estacions terminals, és a dir envoltada de gent de bon nivell social que pel que sembla no havia vist que allí entraven homes, que portaven noies molt joves. Com a més tenia ganes d'escriure sobre una parella d'amigues, li va semblar que havia d'escriure sobre això.
Respecte dels actors, va explicar que els personatges de Nancy y Pato eren molt potents. Nancy havia de ser infantil per sembñar molt menys edat de la que tenia, per això no va dubtar quan va veure a María Laura Cáccamo al teatre, amb la seva figura tan petita i una veu que no acompanyava a la imatge de nena. Per al personatge de Pato pensava en una morena d'ulls negres, algú que té ganes de progressar, convençuda que l'educació és progrés, i per això va triar Paloma Contreras a la que va descobrir quan estava fent Teatro x la Identidad.

## Crítiques
El crític Claudio D. Minghetti va assenyalar al diari La Nación que David no va recórrer a formats reiterats fins al cansament per bona part del cinema que pretén ser avantguarda ni va caure en els llocs comuns del cinema comercial, ben acostumat a exposar el que no pot suggerir, a explicar el que l'espectador hauria d'entendre sense necessitat de traços gruixuts.
El film gira entorn de l'amistat de dues noies molt diferents entre si (no sols pel que sorgeix a simple vista), i ho fa a partir del creixement del personatge de Nancy, una interpretació memorable de María Laura Cáccamo. Aquesta dona amb cos d'adolescent, somriure càndid i reflexions innocents, no obstant això esperançades, commou i sacseja alhora. Una composició no sols intel·lectual, sinó principalment física: la seva manera de caminar, el seu particular to de veu, la volta una vegada i una altra sobre la història de la mosca -aquesta que malgrat ofegada pot ressuscitar si la hi cobreix de cendres- converteix al seu personatge en protagonista absolut. Són destacables les seves trobades amb José, el mosso desdentat que la il·lusiona, encarnat per Luis Machín, una altra oportuna elecció de la directora.
A l'hàbil maneig dels climes, la càmera i el muntatge, s'agreguen les actuacions: el dolor en la mirada de Paloma Contreras, la convicció de Dalma Maradona, Vera Carnevale i Ailín Salas encarnant a les altres prostitutes i, molt especialment, el cinisme i la violència, tan ben transmesos per Luciano Càceres i per Cecilia Rossetto. Una pel·lícula que aconsegueix transmetre el que es va proposar: una història d'amistat, malgrat l'horror que significa cridar desesperadament sense que ningú escolti o, la qual cosa és pitjor encara, sense que ningú sembli voler fer-ho.

## Premis i nominacions

### Festival de Cinema Iberoamericà de Huelva
| Any  | Categoria                                    | Pel·lícula            | Resultat  |
| ---- | -------------------------------------------- | --------------------- | --------- |
| 2009 | Caravel·la de Plata per a millor òpera prima | La mosca en la ceniza | Guanyador |